# Bocognano
Bocognano (korsisch Bucugnà) ist eine Gemeinde auf der französischen Mittelmeerinsel Korsika. Sie gehört zum Département Corse-du-Sud, zum Arrondissement Ajaccio und zum Kanton Gravona-Prunelli. Die Bewohner nennen sich Bocognanais.

## Geografie
Das Siedlungsgebiet liegt auf ungefähr 650 bis 700 Metern über dem Meeresspiegel und besteht aus den Ortschaften Celli, Busso, Poggiola, Moraschi, Corsacci, Pietrajolo, Quercioli, la Gare (Der Bahnhof), Colleta, Villanova und Erbajolo. 
Nachbargemeinden sind Pastricciola im Nordwesten, Vivario im Nordosten, Ghisoni im Osten, Bastelica im Südosten und Tavera im Süden und im Westen.

## Geschichte
Die Gemeinde Afa entstand 1852 durch die Herauslösung aus Bocognano.
Bevölkerungsentwicklung
| Jahr      | 1962 | 1968 | 1975 | 1982 | 1990 | 1999 | 2008 | 2012 |
| --------- | ---- | ---- | ---- | ---- | ---- | ---- | ---- | ---- |
| Einwohner | 432  | 404  | 340  | 315  | 290  | 343  | 482  | 454  |

## Sehenswürdigkeiten

Cascade du voile de la mariée

Die Cascade du voile de la mariée, deutsch Brautschleier-Wasserfall, ist der höchste Wasserfall Korsikas. Der Wasserfall kann vom Dorf aus erwandert werden oder nach 3,5 km über die Straße D 27 erreicht werden. Über eine Stufe von 150 m stürzt das Wasser des Baches Trottu in die Tiefe und bildet dabei eine Formation, die einem weißen Schleier ähnelt.
Ebenfalls vom Dorf aus erwandern lässt sich die Clue de la Richiusa. Die enge Felsschlucht mit ihrem Wasserfall ist ein beliebtes Ziel von Canyoning-Sportlern.
Der gut erhaltene historische Bahnhof von Bocognano ist ein Anziehungspunkt für Eisenbahnfreunde.
Der Mulinu di l`orsu unterhalb des Dorfes an der Gravona ist eine Wassermühle, die 2008 aufgegeben worden war und inzwischen restauriert und wieder in Betrieb gesetzt wurde.

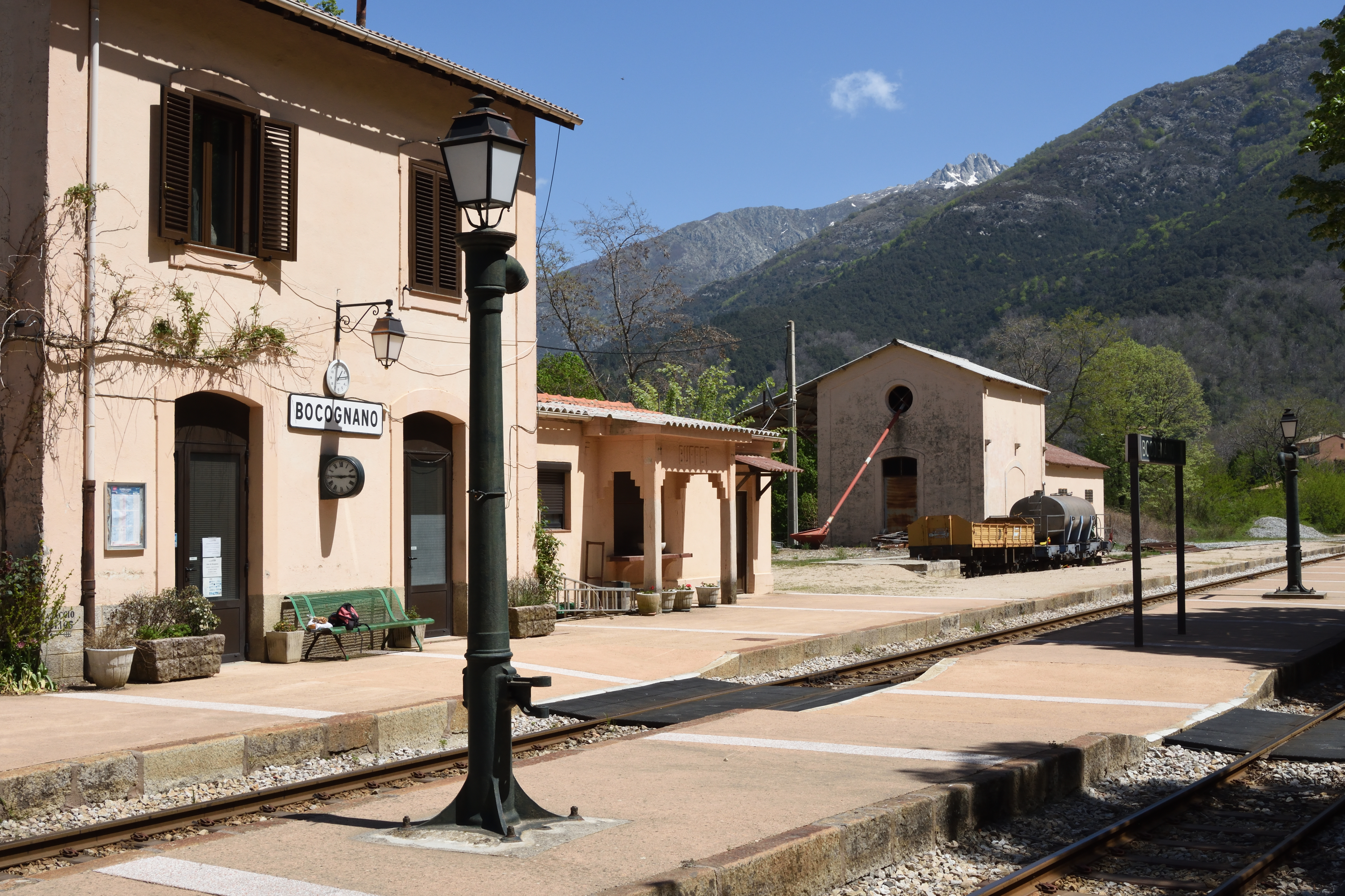
Bahnhof
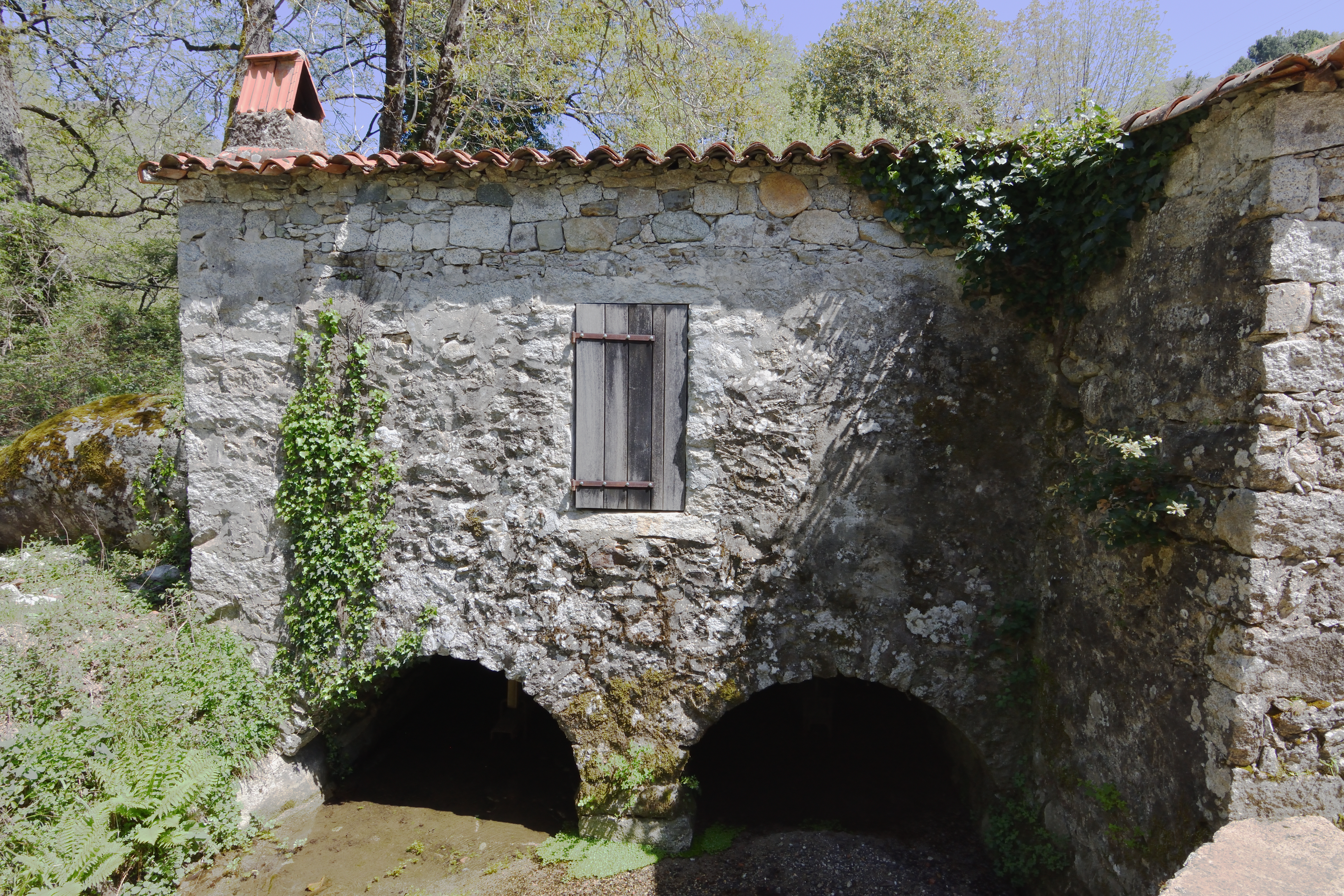
Mulinu di l`orsu

## Verkehr
Bocognano wird von der Route nationale 193 tangiert.
Sein Bahnhof liegt an der Bahnstrecke Bastia–Ajaccio. Nach dort bestehen durchgehende Zugverbindungen.
Bahnstrecke und Hauptstraße führen über den im Département Haute-Corse gelegenen Gebirgspass Col de Vizzano nach Vivario.